# راینبولن
شهر راینبولن (به آلمانی: Rheinböllen) در ایالت راینلند-فالتز در کشور آلمان واقع شده‌است.